# Kota Ueguchi
Kota Ueguchi –en japonés, 上口 孝太, Ueguchi Kota– (16 de junio de 1976) es un deportista japonés que compitió en judo. Ganó dos medallas en el Campeonato Asiático de Judo en los años 2001 y 2003.

## Palmarés internacional
| Campeonato Asiático | Campeonato Asiático   | Campeonato Asiático | Campeonato Asiático |
| Año                 | Lugar                 | Medalla             | Categoría           |
| ------------------- | --------------------- | ------------------- | ------------------- |
| 2001                | Ulán Bator (Mongolia) | Medalla de oro      | Abierta             |
| 2003                | Jeju (Corea del Sur)  | Medalla de plata    | +100 kg             |